# Celebrate (canção)
Celebrate é uma canção do artista britânico Mika em parceria com o cantor e produtor americano Pharrell Williams. Foi lançada como o primeiro single oficial do seu terceiro álbum de estúdio The Origin of Love em 15 de junho de 2012.

## Tema
A mensagem da canção é simplesmente fazer com que as pessoas do mundo inteiro celebrem a vida.
| “ | Este single é o que acontece quando você junta uma pessoa de 22 anos que encontra na internet, FrYars, o extraplanetário Nick Littlemore e Pharrell Williams, esse tipo de colaboração só é possível quando todos se jogam nela querendo se divertir sem espaço para os egos. | ” |

No começo a canção se chamaria "China Box" mas seu nome foi mudado ao longo de sua produção para seu nome oficial conhecida como "Celebrate".
A canção foi escrita por Mika, Pharrell Williams e Ben Garrett sendo produzida por Peter Hayes e Nick Littlemore.

## Crítica
Com o público do site ultratop, Celebrate teve boas avaliações e na maioria dos votos ganhou 4/6 estrelas.
O site americano "djbooth" deu 3/5 estrelas a canção nomeando-a como extremamente animada.
Segundo o blog brasileiro Review Mag, Mika conseguiu acertar no ponto e ainda comentou que Celebrate tem batidas super animadas e ainda aquele ar lúdico de Mika.

## Clipe
O clipe consiste em Mika escrevendo letras de cançoes em cima de um piano e o mesmo se encontra confuso. Ao longo do clipe são mostradas várias pessoas fazendo suas atividades diárias como por exemplo celebrações de aniversario, um homem pedindo sua namorada em casamento e também pessoas cantando e dançando em bares. O clipe assim como a letra da música tem a mesma mensagem que é celebrar a vida.

## Nas paradas musicais
| Paradas (2012)                                | Melhor posição |
| --------------------------------------------- | -------------- |
| Bélgica (Ultratip Bubbling Under de Flandres) | 3              |
| Bélgica (Ultratop 50 da Valônia)              | 37             |
| Croatia (Airplay Radio Chart)                 | 27             |
| França (SNEP)                                 | 33             |
| Japan (Japan Hot 100)                         | 16             |
| Netherlands (Dutch Top 40)                    | 35             |
| Países Baixos (Single Top 100)                | 75             |
| South Africa (Mediaguide)                     | 7              |
| South Korea (Gaon International Chart)        | 9              |
| Espanha (PROMUSICAE)                          | 33             |
| Spain Airplay (PROMUSICAE)                    | 20             |
| US Hot Dance Club Songs (Billboard)           | 21             |